# Batalla de Ústí nad Labem
La batalla de Ústí nad Labem (o de Aussig; en checo: Bitva u Ústí nad Labem) se libró el 16 de junio de 1426 y en ella se enfrentaron los husitas contra un ejército de sajones y turingios en el marco de las guerras husitas en el Reino de Bohemia.
Los primeros destacamentos de los husitas llegaron a Ústí nad Labem (en alemán Aussig) el 26 de mayo y durante las semanas siguientes pusieron cerco a la ciudad, que entonces pertenecía a la Marca de Meissen. Aunque los husitas no tenían un comandante supremo, se supone que las acciones bélicas las dirigía un consejo de ancianos, del que formaba parte el taborita Procopio el Grande. La ciudad era bombardeada a diario y los pobladores resistían esperando que llegaran refuerzos de fuera. La margravina Catalina de Meissen reunió finalmente unos 36.000 hombres procedentes de Meissen, Sajonia, Turingia y la Alta Lusacia, que salieron el 11 de junio hacia Bohemia y cruzaron la frontera por Brüx, Osseg y Graupen. Cuatro días después llegaron las tropas alemanas a Chabarovice. Como estaban hambrientas, su comandante se vio en la necesidad de dar la orden de ataque al día siguiente, un domingo. Las avanzadillas de los husitas habían tomado posiciones sobre una colina y se habían parapetado detrás de un Wagenburg, una barricada compuesta por carros de guerra sujetados entre sí con cadenas. La caballería alemana intentó cruzar las líneas del enemigo, pero los husitas hicieron una salida y con unas horcas especiales les derribaban de las sillas.
El ejército de socorro sajono-turingio sufrió una de las peores derrotas en las guerras husitas. Las fuentes hablan de 500 bajas entre los nobles alemanes y de unos 2000 checos. Toda la impedimenta de los caballeros cayó en manos de los husitas. Esta derrota resultó fatal para los defensores de Ustí, que huyeron de la ciudad. Al día siguiente los husitas entraron en Ustí, hicieron prisioneros a los que se habían quedado, la saquearon y prendieron fuego.